# Tim Schwarzmaier
Tim Schwarzmaier (* 30. Juni 1990 in München) ist ein deutscher Synchronsprecher, Hörspiel- und Hörbuchsprecher sowie Webvideoproduzent. Bekannt ist er als deutsche Stimme von Harry Potter (Daniel Radcliffe) in den Filmen Harry Potter und der Stein der Weisen und Harry Potter und die Kammer des Schreckens sowie als Standardstimme von Lucas Grabeel und Hutch Dano.

## Leben
Er ist der Sohn des deutschen Schauspielers Michael Schwarzmaier. Bereits mit fünf Jahren war er erstmals als Synchronsprecher tätig. Im Fernsehen spielte er als Kind Hauptrollen in Wie würden Sie entscheiden?, Unser Charly („Der blinde Passagier“) und Um Himmels Willen.
Neben Synchronrollen in Filmen und Kinofilmen ist Schwarzmaier außerdem die deutsche Stimme von Greyston Holt in Durham County – Im Rausch der Gewalt, David Henrie in How I Met Your Mother und Andrew Lawrence in Runaway (2006). Als Synchronsprecher war er schon in vielen Disney-Filmen zu hören. Außerdem spricht er seit Staffel 14 Benny in der Animeserie Pokémon.
Größere Bekanntheit erlangte seine Stimme 2001, als er für die Titelrolle in Harry Potter und der Stein der Weisen sowie Harry Potter und die Kammer des Schreckens engagiert wurde. Nachdem Schwarzmaier Daniel Radcliffe dann in zwei Filmen gesprochen hatte, wurde er 2004 durch Nico Sablik ersetzt, da bei Radcliffe der Stimmbruch eingesetzt hatte, bei Schwarzmaier jedoch noch nicht. Seit dem ersten High School Musical Film 2006 wird er zumeist für Lucas Grabeel eingesetzt und seit 2009 für Hutch Dano.
Seit August 2022 ist Schwarzmaier Teil des YouTube-Projektes „Dice Actors“ zusammen mit Rieke Werner, Patrick Baehr, Christian Zeiger und Patrick Keller.
Seine Schwestern Caroline Schwarzmaier und Katharina Schwarzmaier sind auch als Synchronsprecherinnen tätig.

## Synchronrollen (Auswahl)
Mamoru Miyano
- 2011: Pokémon – Der Film: Schwarz – Victini und Reshiram als Benny
- 2011: Pokémon – Der Film: Weiß – Victini und Zekrom als Benny
- 2012: Pokémon – Der Film: Kyurem gegen den Ritter der Redlichkeit als Benny
- 2013: Pokémon – Der Film: Genesect und die wiedererwachte Legende als Benny

Lucas Grabeel
- 2006: Halloweentown 4 – Das Hexencollege als Ethan Dalloway
- 2007: Alice steht Kopf als Lester McKinley
- 2008: High School Superhero als Ezra

Daniel Radcliffe
- 2001: Harry Potter und der Stein der Weisen als Harry Potter
- 2002: Harry Potter und die Kammer des Schreckens als Harry Potter

Jake Dinwiddie
- 2001: Au Pair II als Alex Caldwell
- 2009: Au Pair III: Abenteuer im Paradies als Alex Caldwell

Hutch Dano
- 2009–2012: Zeke und Luther (Fernsehserie) als Zeke Falcone
- 2010: Mein Bruder, die Pfadfinderin! als Alex Pearson

Nolan Gerard Funk
- 2010: Bereavement – In den Händen des Bösen als William
- 2012: House at the End of the Street als Tyler Reynolds

Logan Miller
- 2013: Party Invaders als Teddy
- 2015: Scouts vs. Zombies – Handbuch zur Zombie-Apokalypse als Carter Grant

Anton Yelchin
- 2013: Der Mohnblumenberg als Shun Kazama (amerik. Version)
- 2015: Green Room als Pat

Sam Claflin
- 2014: Love, Rosie – Für immer vielleicht als Alex Stewart
- 2014: The Riot Club als Alistair Ryle

Yūto Uemura
- 2017–2018: Haikyu!! als Motoya Komori
- 2018: Violet Evergarden als Leon Stephanotis

### Filme
- 2000: Eli Russell Linnetz in Ein Königreich für ein Lama als Tipo
- 2009: Tyson Houseman in New Moon – Biss zur Mittagsstunde als Quil Ateara
- 2010: Kiowa Gordon in Eclipse – Bis(s) zum Abendrot als Embry Call
- 2010: Craig Roberts in Submarine als Oliver Tate
- 2011: Junichi Okada in Der Mohnblumenberg als Shun Kazama
- 2015: Michael Angarano in Wild Card als Cyrus Kinnick
- 2019: Xavier Dolan in Es Kapitel 2 als Adrian Mellon
- 2020: George MacKay in 1917 als Lance Corporal Schofield
- 2020: Tom Rhys Harries in The Gentlemen als Power Noel
- 2020: Jimmy Wong in Mulan (2020) als Ling
- 2020: Nathaniel J. Potvin in The Prom als Kevin
- 2021: Justin Roiland in Space Jam: A New Legacy als Morty
- 2021: Jaime M. Callica in Das Geheimnis der Mumie als Ted
- 2021: Jimmy Wong in Der Wunschdrache als Din Song
- 2022: Ashton Sanders in Whitney Houston: I Wanna Dance with Somebody als Bobby Brown
- 2022: Kyle Selig in Monster High: Der Film als Mr. Komos
- 2023: Josha Stradowski in Gran Turismo als Nicholas Capa
- 2023: Kieran Hodgson in The Flash (2023) als Sandwich-Typ
- 2023: Tom Rosenthal in Operation Fortune als Trent Mitchell

### Serien
- 2010: Aaron Albert in Tripp’s Rockband als Jared
- seit 2012: Matt Stone in South Park als Tweek Tweak
- 2013–2014: Parker Croft in Once Upon a Time – Es war einmal … als Felix
- 2014–2017: Joey Bragg in Liv und Maddie als Joey Rooney
- seit 2014: Justin Roiland in Rick and Morty als Morty
- 2014–2017: Robert Bailey jr. in The Night Shift als Dr. Paul Cummings
- 2016: Mads Sjøgård Pettersen in Nobel als Oberleutnant Håvard Bakkeli
- 2016: Yūsuke Kobayashi in Re:Zero – Starting Life in Another World als Subaru Natsuki
- 2016–2018: Germán Tripel in Soy Luna als Cato
- 2017: Deniz Akdeniz in Once Upon a Time – Es war einmal … als Aladdin
- 2018: Seiji Maeda in Iroduku: Die Welt in allen Farben als Sho Yamabuki
- 2019–2020: Tyler Barnhardt in Tote Mädchen Lügen Nicht als Charlie St. George
- 2019–2021: Will Merrick in Dead Pixels als Nicky
- 2020: Yoshitsugu Matsuoka in The Pet Girl of Sakurasou als Sorata Kanda
- seit 2020: Yūsuke Kobayashi in Dr. Stone als Senku Ishigami
- 2021–2023: Evan Mock in Gossip Girl als Akeno „Aki“ Menzies
- 2020–2021: Takuya Eguchi in Kuroko’s Basketball als Shinji Koganei
- 2021–2024: Pol Granch in Élite als Philippe Florian von Triesenberg
- 2021–2023: Takuma Terashima in Edens Zero als Shiki Granbell
- 2021–2025: Lee Jung-jae in Squid Game als Seong Gi-hun (456)
- 2022: Josh Zaré in Killing Eve als Darren
- 2022: Ryouta Suzuki in Detektiv Conan: The Culprit Hanzawa als Kenji
- 2023: Anton Nürnberg in Then You Run als Marten Weber
- seit 2023: Marcos Cardenas in Lego DreamZzz als Mateo Garcia
- seit 2023: One Piece (Live-Action-Serie) als Corby

## Hörbücher (Auswahl)
- 2015: Neal Shusterman & Eric Elfman: Teslas unvorstellbar geniales und verblüffend katastrophales Vermächtnis, audio media Verlag, ISBN 978-3-86804-398-3
- 2016: Irene Zimmermann: Miss Edison. Unsere (geniale) verrückte Lehrerin, audio media Verlag, ISBN 978-3-95639-060-9
- 2020: Sophie Bichon: Wir sind das Feuer (Hörbuch-Download, gemeinsam mit Maja Maneiro), Random House Audio, ISBN 978-3-8371-4976-0
- 2020: Sophie Bichon: Wir sind der Sturm (Hörbuch-Download, gemeinsam mit Maja Maneiro), Random House Audio, ISBN 978-3-8371-5131-2
- 2021: Christina Henry: Die Chroniken von Peter Pan – Albtraum im Nimmerland, Random House Audio, ISBN 978-3-8371-5601-0 (ungekürzt: Audible)
- 2022: Emma Scott: Someday, Someday, LYX.audio (Lübbe Audio), ISBN 978-3-96635-188-1 (gemeinsam mit Julian Tennstedt)
- 2023: Johanna Mo: Dunkelwald, Random House Audio, ISBN 978-3-8371-5670-6 (Hörbuch-Download, Hanna Duncker 3, gemeinsam mit Simone Kabst)
- 2024: Sarah Sprinz: Infinity Falling – Change My Mind, Lübbe Audio & BookBeat, ISBN 978-3-96635-378-6 (Hörbuch-Download, Infinity 2, gemeinsam mit Corinna Dorenkamp)
- 2024: Lena Kiefer: Coldhart – Strong & Weak, Lübbe Audio & BookBeat, ISBN 978-3-96635-393-9 (Hörbuch-Download, Coldhart 1, gemeinsam mit Yvonne Greitzke)
- 2025: Lena Kiefer: Right & Wrong, Lübbe Audio & BookBeat, ISBN 978-3-96635-408-0 (Hörbuch-Download, Coldhart 3, gemeinsam mit Yvonne Greitzke & Jonas Frenz)